# إد مايكلز
إد مايكلز (بالإنجليزية: Ed Michaels)‏ هو لاعب كرة قدم أمريكية أمريكي، ولد في 11 يونيو 1914 في ويلمنغتون في الولايات المتحدة، وتوفي في 21 يناير 1976.

## وصلات خارجية
- إد مايكلز على موقع مرجع كرة القدم المحترفة.كوم (الإنجليزية)